# Stade olympique d'Athènes
Le stade olympique d'Athènes (en grec moderne : Ολυμπιακό Στάδιο Αθήνας) a été construit en 1982, puis a été complètement rénové pour accueillir les Jeux olympiques d'été de 2004.
Il porte le nom de Spyrídon Loúis, vainqueur du premier marathon olympique de l'ère moderne. Il a une capacité de 69 618 places assises.
Le stade olympique fait partie du complexe olympique d'Athènes. Situé dans la ville de Maroússi, au nord d'Athènes, c'est le principal stade d'athlétisme des Jeux olympiques de 2004 : il accueille les cérémonies d'ouverture du 13 août 2004 et de clôture le 29 août 2004, ainsi que la finale du tournoi de football.
Le stade olympique a également été utilisé par le passé par les trois principaux clubs d'Athènes : l'Olympiakos Le Pirée, le Panathinaïkós et le AEK Athènes FC. Panathinaïkós a notamment employé le stade régulièrement depuis 2005 pour ses matches. Le stade est encore utilisé pour accueillir les matches européens des clubs athéniens.

## Histoire

### 1982-2002
Le stade olympique d'Athènes est conçu en 1978 et construit entre 1980 et 1982. Terminé dans les temps pour accueillir les championnats d'Europe d'athlétisme 1982, il est inauguré par le président grec Konstantínos Karamanlís le 8 septembre 1982. Le record d'affluence du stade olympique se monte à 75 263 spectateurs lors du match entre l'Olympiakos Le Pirée et Hambourg SV, le 3 novembre 1982.
Il accueille par la suite plusieurs événements, tels que les Jeux méditerranéens de 1991 et les championnats du monde d'athlétisme 1997, montrant que la Grèce est capable d'accueillir des événements sportifs majeurs malgré la défaite du pays dans sa candidature pour l'organisation des Jeux olympiques d'été de 1996.

### Depuis 2002
Pour les Jeux olympiques d'été de 2004, le stade est complètement rénové. On lui ajoute un toit conçu par Santiago Calatrava et pesant 9 000 tonnes, décision qui est controversée en raison de son coût de 270 millions de dollars. Le toit est terminé juste avant l'ouverture des Jeux, et le stade est officiellement rouvert le 30 juillet 2004.
Pendant les Jeux olympiques de 2004, il est configuré pour 71 030 places, bien que seulement 56 700 sièges aient été rendus publiquement disponibles pour les événements d'athlétisme et pour la finale de football[réf. nécessaire].
Le stade est fermé en septembre 2023, une étude ayant montré que le toit ne répondait pas aux exigences de sécurité.

## Événements

### Football
Ce stade a accueilli plusieurs finales de coupe d'Europe :
- la finale de la Coupe des clubs champions européens 1982-1983 (25 mai 1983, Hambourg SV - Juventus 1-0)
- la finale de la Coupe d'Europe des vainqueurs de coupe 1986-1987 (13 mai 1987, Ajax-Lokomotive Leipzig 1-0)
- la finale de la Ligue des champions de l'UEFA 1993-1994 (18 mai 1994, AC Milan - FC Barcelone 4-0)
- la finale de la Ligue des champions de l'UEFA 2006-2007 (23 mai 2007, AC Milan - Liverpool FC 2-1)

### Autres
- Championnats d'Europe d'athlétisme 1982
- Supercoupe de Grèce de football, 1987 à 1989 et 1992 à 1994
- Jeux méditerranéens 1991
- Championnats du monde d'athlétisme 1997
- Jeux olympiques d'été de 2004
- Coupe du monde des nations d'athlétisme 2006